# Histoire de la production du plomb
Cette page relate l'histoire de la production de plomb. À travers les âges, de nombreux écrits relatent sa présence dans des objets ou à travers les cultures. Principal minerai du plomb, la galène est souvent argentifère et accompagnée d’autres sulfures (blende, pyrite, notamment). Il en résulte que la production annuelle de plomb et son prix sont relativement dépendants des fluctuations de l’offre et de la demande d’autres métaux. Dans les minerais, le plomb est en effet très souvent associé au zinc mais aussi à l'argent.
Dès le XVIIIe siècle, deux grandes régions productrices se distinguent, le nord de l'Angleterre et la colonie du Missouri, aux États-Unis, qui voient ensuite l'Espagne prendre le relais.
On utilise le plomb sous forme d’oxydes (accumulateurs pour les sources d'énergie) et sous forme métallique (tuyaux, feuilles, alliages pour soudure, alliages antifriction). Ses composés ont été incorporés dans les carburants pour en améliorer les qualités antidétonantes. De ce fait, l'histoire de la production de plomb a été dopée au XXe siècle par l'automobile, mais l'essence sans plomb a ensuite réduit fortement ce débouché.
Entre 1900 et 1956, période de forte croissance industrielle, stimulée par l'effort de guerre lors des conflits mondiaux puis par les efforts de reconstruction, la production de plomb progresse, comme celle des autres métaux, mais moins vite : alors que la production du zinc est multipliée par 6, celle du plomb l'est par seulement 2,6. Les deux secteurs sont liés car on trouve beaucoup de plomb dans les mines et les minerais de zinc.

## L'âge du bronze
Le plomb - relativement abondant dans la croûte terrestre - est l'un des métaux les plus anciennement connus et travaillés. On en a trouvé dans des pigments recouvrant des tombes ou dépouilles préhistoriques (40 000 ans av. J.-C.), mais aussi des objets. En dépit de sa haute toxicité, et grâce probablement à sa facilité d'extraction, à sa grande malléabilité et à son bas point de fusion, il a été fréquemment utilisé lors de l'âge du bronze, durci par de l'antimoine et de l'arsenic trouvés sur les mêmes sites miniers.

## L'Antiquité

### Le plomb recherché par les Sumériens, Grecs et Égyptiens
Les Sumériens, Égyptiens, Grecs, Hébreux ou encore Romains savaient extraire le plomb, afin de colorer et émailler des céramiques, lester des hameçons, sceller des amphores, produire des fards, du khôl ou produire des objets usuels (de 4 000 à 2 000 ans avant notre ère). Le plomb est mentionné dans les écritures cunéiformes sumériennes — sous le vocable a-gar5 — il y a près de 5 000 ans, ou encore dans l'Exode, rédigé il y a environ 2 500 ans. C'est souvent aussi un sous-produit de mines d'argent.

### Les mines du Laurion en Grèce
Les mines du Laurion, gisement de cuivre, de plomb mais surtout connues pour l'argent sont exploitées à la pointe méridionale de l'Attique, entre Thorikos et le cap Sounion, à une cinquantaine de kilomètres au sud d'Athènes, en Grèce. De nombreux vestiges (puits, galeries, ateliers de surface) en marquent encore le paysage. Les mineurs (sans doute pour la plupart esclaves et probablement souvent enfants ou adolescents car la hauteur des galeries n'excède souvent pas 30  à   40 cm) y travaillaient dans des conditions très difficiles dans un air chaud (plus de 21 °C aujourd'hui), et appauvri en oxygène où ils devaient, à la faible lueur de lampes à huile, creuser des roches souvent très dures et - au niveau du minerai de plomb argentifère - inhaler et ingérer des poussières riches en plomb, source d'intoxication saturnine.

### Empire romain
Le plomb était extrait en grande quantité à l'époque romaine, comme sous-produit des mines de plomb argentifère, notamment dans les mines de Bétique et des Cornouailles mais aussi dans le Massif Central. En plus des utilisations qu'en faisaient déjà les Egyptiens ou les Grecs, les Romains ont massifié l'usage du plomb pour produire des tuyaux (ou fistules) destinés à acheminer l'eau potable jusqu'aux édifices publics et privés. Ces canalisations possédaient différents diamètres selon leur usage, les plus grosses étaient destinées aux siphons et ponts-siphons des aqueducs. On estime ainsi que l'aqueduc du Gier à Lyon avec ses quatre ponts-siphons a nécessité près de 10 000 tonnes de plomb.
Le plomb était utilisé aussi sous forme de petites tablettes pour rédiger des inscriptions magiques. Le plus souvent maléfiques, ces tablettes de défixion ont été retrouvées en contexte funéraire comme le plomb du Larzac ou dans des sanctuaires comme la tablette de Chamalières.
La toxicité du plomb était connue des médecins et des mineurs de l'Antiquité. Les Romains l'utilisaient aussi sous forme d'acétate de plomb pour conserver et sucrer leur vin, et s’étaient rendu compte que les gros buveurs, donc de la classe aristocratique, souffraient d’intoxication.

## Moyen Âge
Au Moyen Âge, les alchimistes croyaient que le plomb était le métal le plus ancien (et le plus froid) et l'associaient à la planète Saturne. C'est pourquoi l'intoxication au plomb est dite saturnisme. Plus tard, des symptômes spécifiques ont été décrits, associés à des métiers tels que les mineurs, fondeurs, peintres ou artisans fabricants de vitraux.
Le plomb est utilisé pour fabriquer des mines pointues pour régler, mettre en page et dessiner, comme il est attesté dans des écrits au XIIe siècle. Le moine Théophile écrit que l'on « dessine sur les parchemins avec un style formé d'un alliage de trois parties de plomb pour une partie de bronze. »
La zone la plus ancienne de développement de minerai de plomb connu documenté en Allemagne est l'Arrondissement de Siegen-Wittgenstein au village de Hesselbach, dans le land Rhénanie-du-Nord-Westphalie. L'exploitation minière y a été réalisée sur les minerais de plomb depuis le début du IXe siècle (802-830).
Aux XIIe et XIIIe siècles, tous les gisements argentifères sont exploités. Il s’agit souvent de sulfoantimoniures de plomb et de cuivre. Le minerai subit deux transformations opérées par le feu de bois : une réduction suivie d’une oxydation qui permet d’isoler l’argent. L’oxydation du plomb donne naissance à de la litharge, qui ne contient plus d’argent et est utilisée pour la composition des peintures. Pour obtenir du plomb, il faut réduire cette litharge, mais ceci est peu pratiqué, car le plomb était généralement importé. En cinq ans, de 1292 à 1297, les mines du Devon produisirent la valeur de 4 046 livres d’argent et 360 livres de plomb. Un an plus tard, en 1298, la production des mines d’argent du Devon doubla, grâce au creusement des "areines", des galeries de drainage légèrement inclinées qui permettent d’évacuer à flanc de colline l'eau des mines. Nécessitant près de cent mineurs, elles furent efficaces, permettant d’exploiter la mine été comme hiver.

## XVIIesiècle
En Angleterre, les Blacketts, de Tyneside, famille propriétaire de mines de charbon dans les Allendales, près de Hexham, se lancèrent dans l'exploitation des gisements de plomb en 1684. Quelques années plus tard, ils prirent un fermage à Weardale, auprès de l'évéché de Durham, pour exploiter les mines de Burtree Pasture, à Weardale, Coalcleugh à West Allen, et les mines d'Allenheads Mine.
La "London Lead Company" a été constituée, à son tour, en 1692 par des investisseurs qui avaient l'intention d'acquérir la fonderie utilisant un Four à réverbère appartenant à Talbot Clerke, et dirigée par le fils de Sir Clément Clerke, près de Bristol. Faute de succès, la société a rendu ses activités en 1695 à Talbot Clerke (Sir Talbot).
Un autre groupe d'entrepreneurs, dont le Dr Edward Wright a été l'un des principaux membres, a obtenu des contrats de location dans le Cumberland en 1693. Constitué en société en 1693 sous le nom de Royal des Mines de Cuivre, cette société, dont de nombreux membres ont été Quakers, n'est pas à confondre avec la "Société Royale des Mines", qui était alors pratiquement moribonde. Il a acquis des mines de plomb dans le Flintshire en 1695. Cela s'est avéré plus efficace.
La "London Lead Company" exploitait les gisements d'Alston à partir de 1696, avant de s'implanter à Teesdale (en), Weardale, Tynedale et dans la vallée de la Derwent.

## XVIIIesiècle

### La Haute-Vienne
En Haute-Vienne, à une vingtaine de kilomètres au sud de Limoges, les mines de plomb argentifère de Glanges sont exploitées au début du XVIIIe siècle, sur un plateau de schistes cristallins entaillés par un réseau hydrographique assez dense. Le duc de la Feuillade exploite sur sa terre de la Feuillade, près de Gentioux (Creuse) une usine à fer sans réussite. En août 1701, la forge de[Quoi ?] reçoit la visite de Charles Nicolas Richer puis d'un nommé Prieur, bourgeois de Paris. Le 2 janvier 1703, le Duc reçoit un privilège minier pour 30 ans sur un immense territoire qui couvre la majeure partie du Massif Central.
En juillet 1703 de Rhodes embauche six Anglais fonde[Quoi ?] et les dirige vers Fargeas de Vicq où l'on trouve du beau minerai de plomb. Les Anglais s'associent à Prieur, mais la mésentente entraîne un arbitrage. De Rhodes se retire de l'affaire en cédant ses droits aux Anglais par acte du 1er juillet 1704. Mais c'est l'échec, suivi d'un autre en 1724, quand de Rhodes fait venir des mineurs allemands, mais dilapide les fonds: les ouvriers repartent au bout d'un an. Puis une "Société d'exploitation des mines de Glanges de Saint-Germain" échoue à son tour. Le 20 mars 1766, le Marquis de Mirabeau crée une compagnie au capital de 90 000 livres, en 100 actions, pour exploiter trois filons de plomb: de 1766 à 1772 on produit 136 600 livres de minerai qui ont donné 71 689 livres de plomb à la fonderie.

### Les Cévennes
Dans les Cévennes, l’exploitation des parties superficielles du gisement de la Mine de Villefort, a commencé au début du XVIIIe siècle. Elle s’arrêta en 1770 pour cause de discordance entre les associés. La concession sera instituée en 1776 au profit de la Compagnie des Mines de Villefort, dirigée par M. Ollivier et les galeries descendent à plus de 600 mètres sous terre.
À La Garde-Freinet, dans le Var, en 1729, un gentilhomme irlandais, Martin O'Connor, a entrepris avec un certain succès l'exploitation d'une mine de plomb argentifère.

### L'Iowa et le Wisconsin
En 1685, Nicolas Perrot, explorateur, diplomate et commerçant en fourrures, fut l’un des premiers européens dans la haute vallée du Mississippi. Aux côtés des missionnaires Jésuites qui apprenaient les dialectes indiens, est nommé "Commandant de l'ouest" avec son poste à la Baie et vingt Français seulement. C'est alors qu'il va reconnaitre son territoire et construire des forts le long du Mississippi. C'est un pèlerinage avec Perrot que de suivre le Mississippi. Il reconnait les mines de plomb au sud de Prairie de Chien et enseigne aux Indiens à détacher le plomb et à le fondre.
Venu de Champlain (Quebec), le Canadien Julien Dubuque fut un des premiers blancs à se fixer près de l'endroit connu maintenant comme Dubuque en Iowa, où il reçut en 1788, la permission de la tribu indigène des Fox d'exploiter une mine de plomb. Par la suite les Espagnols confirmèrent son droit en lui accordant un terrain en 1796. Fidèle ami des indigènes de la région, il devint champion de leur cause, mais a fini couvert de dettes.

### Le Missouri en 1720
La Compagnie d'Occident, créée peu après la mort de Louis XIV, dans le cadre du Système de Law, a lancé l'exploitation du très important gisement des mines de plomb du sud du Missouri, identifié quinze ans plus tôt par le missionnaire jésuite canadien Jacques Gravier. Il deviendra la plus grande région d'extraction de plomb des États-Unis. Philip François Renault, directeur des opérations minières pour la Compagnie, arrive en 1720 dans le  Pays des Illinois, avec 200 travailleurs et mécaniciens et 500 esclaves de Saint Domingue pour travailler dans ces mines, qui génèrent aussi des sous-produits recherchés, comme l'argent. Il a fondé en 1720 le village de Bonne Terre puis en 1723 le village de Saint-Philippe. Sainte-Geneviève (Missouri), est fondée au milieu des années 1730 par des Canadiens français, comme port fluvial pour le transport de plomb, utilisé comme matériau de couverture. Philip François Renault repart en France en 1749 et y cède ses droits miniers.
En 1763, le traité de Paris pousse les immigrants canadiens et créoles vers la rive occidentale du fleuve, cédée aux Espagnols. Francois Azor, alias Breton, découvre un nouveau filon en 1773, appelé "la mine à Breton", qui attire les mineurs des autres sites proches. Les deux décennies de la fin du XVIIIe siècle voient de nouveaux arrivages de Français du Missouri dans le secteur de "La Vieille Mine", près de la ville de Potosi dans le sud-est de l’État. La "mine à Breton" compte déjà 26 familles françaises pour l'exploiter en 1804 et en 1818, on compte 70 bâtiments.
Entre-temps, entre 1795 et 1801, une forte immigration américaine et anglophone a pris le relais sur les autres futurs villages miniers de la région et en 1818, on compte 70 bâtiments.

## XIXesiècle
De 1750 à 1850, au moment de la Première révolution industrielle, l'Angleterre était le leader mondial de la production de plomb, grâce à ses mines situées dans la partie septentrionale du massif des Pennines, qui s'étend du nord au centre de l'Angleterre, entre Carlisle à l'ouest et Darlington à l'est. Les principaux gisements se trouvaient à Teesdale (en), Weardale, Tynedale et dans la vallée de la Derwent (en). Les mines étaient aussi nombreuses dans le Yorkshire, particulièrement à Swaledale et Arkengarthdale. À partir de 1880, Middleton, à Teesdale (en), dans le nord de l'Angleterre, était le siège social de la "London Lead Company"5.
Dans la période postérieure à 1850, les gisements étaient le plus souvent déjà épuisés, et remplacés par le minerai venant des États-Unis, d'Allemagne et surtout d'Espagne, meilleur marché, le plus souvent grâce à un accès au capital et à l'expertise britannique dans ce domaine. La plupart des mines du massif des Pennines ont fermé dans les années 1870 ou ont cédé leurs droits miniers à la Weardale Lead Company de 1883, qui a continué l'activité minière à Rookhope (en). Certaines mines ont été rouvertes pendant la Seconde Guerre mondiale, pour les besoins en munitions.
Les compagnies anglaises et espagnoles ont ensuite recherché d'autres débouchés, en Europe et en Amérique du Sud. Au XIXe siècle, la Société minière et métallurgique de Peñarroya a ainsi relancé les mines du Laurion, en Grèce.

### Années 1800
Sous l'Empire, une nouvelle réglementation minière (la loi du 1er décembre 1810 établit le régime moderne des concessions, en raison de l’importance de la demande en métaux comme le plomb pour l’armement.
On découvre alors la bournonite espèce minérale composée de sulfure de plomb, de cuivre et d'antimoine, mentionnée pour la première fois par Philip Rashleigh en 1797 comme étant un minerai d'antimoine. Décrite par Robert Jameson en 1805, elle est dédiée au comte Jacques Louis de Bournon. On la trouve ensuite en Allemagne, à Neudorf (en), dans le massif du Harz (Land de Saxe-Anhalt), mais aussi dans le Gard, à la Mine de plomb de La Maline en Gard de Saint-Laurent-le-Minier

### Années 1820

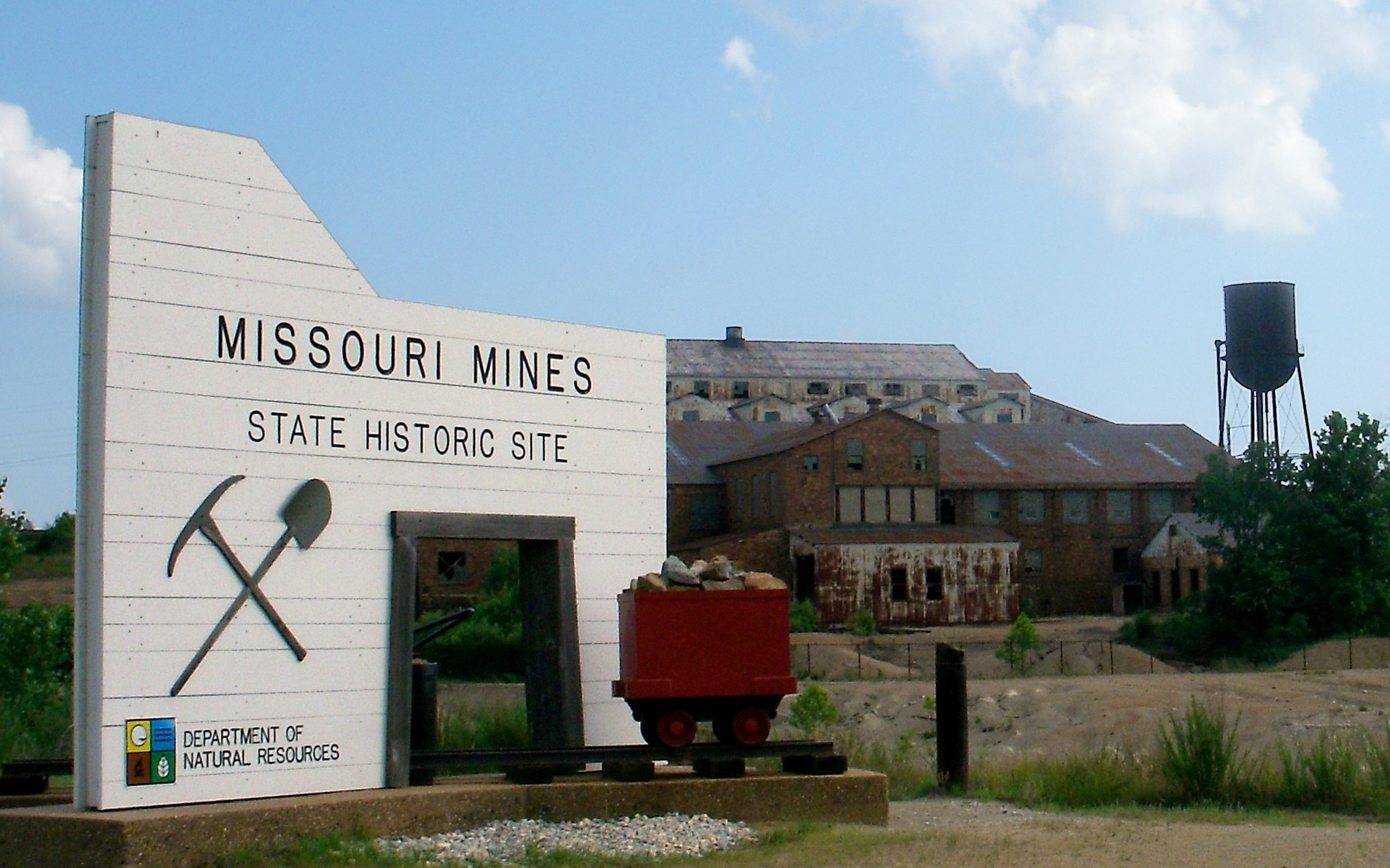
Site historique d'une vieille fonderie dans le sud du Missouri

Dans les Cévennes, en 1827, une fonderie fut établie à Vialas, sur la mine déjà existante. La production était de 700  à   1 000 kg d’argent par an et d’environ 50 000 kg de plomb. Dès 1797, il y avait 160 à 180 personnes employées sur le site. Le minerai était traité puis acheminé à dos de mulets, à Villefort. L'ingénieur des mines Rivot, dans son rapport de 1863, faisait remonter ces galeries aux Phéniciens, car des traces d'exploitation par le feu furent découvertes.
Dans les Mines de plomb du sud du Missouri, le négociant de Philadelphie Moses Austin a reçu d'importants droits miniers en 1797. Il prit la nationalité espagnole et fonda Potosi, où dès 1818 on compte 70 bâtiments et Herculanum, port de navigation sur le Mississippi, puis la première colonie américaine à l'ouest du Mississippi, mais la crise bancaire de 1819 le ruina.
Le négociant français en fourrures Firmin René Desloge prend le relais à partir de 1823, à Potosi (Missouri), où il fait construire en 1824 un four de fusion. Son fils Firmin Vincent Desloge fait lui construire en 1867 le premier chemin de fer à pénétrer le comté de Saint-François, domaine diffusion du plomb. En 1887, ses deux sociétés ont fusionné pour créer ce qui était probablement la plus grande entreprise de plomb-mines et fonderies de l'époque.

### Années 1830
La "London Lead Company" et autres sociétés importantes voient leur pouvoir l'emporter sur les propriétaires de petites carrières à partir des années 1830. Les progrès rapides de l'infrastructure routière, bientôt relayés par l'apparition d'un réseau ferroviaire leur donne l'avantage.
Lors de la génération suivante, Wentworth Blackett Beaumont (1829 – 1907), Baron d'Allendale, entreprend progressivement de récupérer les meilleurs gisements de sa région, ce qui l'amènera à creuser à partir de 1855 un tunnel long d'environ 5 kilomètres, permettant d'explorer le sous-sol.

### Années 1840
La Linares Lead Mining Company est fondée dès 1849 par des industriels britanniques des mines de plomb du nord de l'Angleterre, à Jaén (Espagne) et Linares (Andalousie) mais elle est confrontée à ses débuts à des problèmes de minerai, d'énergie et de transport. Elle a été précédée de deux ans par une Société des Mines de Cuivre et de Plomb de Linarès, française et productrice aussi de cuivre. La Linares Lead Mining Company est suivie en 1854 par la "Fortuna Company". Cet essor va entraîner à partir de 1870 le déclin des mines de plomb du nord de l'Angleterre.
L'essor minier de Linares (Andalousie) avait commencé au XVIIIe siècle, lorsque l'exploitation a recommencé, puis s'était accéléré après la découverte en 1822 de la linarite, un rare sulfate de plomb et de cuivre au bleu très intense. Après avoir vendu d'abord son minerai à Newcastle, la Linares Lead Mining Company entreprend de le traiter sur place, en utilisant le combustible végétal, alors disponible dans cette partie de l(Andalousie. Avec une production de plomb de 1 573 tonnes dès la première année, presque le double de celle d'Arrayans, précédent leader de la région et appartenant au gouvernement espagnol, le site de Linares devient d'emblée le premier du district. L'année suivante, sa production de plomb dépasse 2 300 tonnes.

### Années 1850
Les Cévennes connues pour leur richesse en minerais vont connaître une période faste : la mine de Vialas qui a pris en 1781 la suite de la mine de Villefort, fournit en 1847 le quart (700 kg) de la production d’argent française, d'où de nombreuses ventes du plomb dérivé. En 1855 sa production d’argent est de 1 500 kg. La mine fermera en 1894, au moment où l’argent cesse d’être utilisé comme étalon monétaire et voit son cours chuter. Depuis son ouverture, elle aura produit environ 100 tonnes d’argent et 20 000 tonnes de plomb. Les vieux Cévenols disaient qu’après la guerre de 1870, l’argent avait servi à payer la dette de guerre, et le plomb à préparer la revanche attendue, qui viendra de 1914 à 1918 avec la Première Guerre mondiale. En 1783, devant les difficultés rencontrées par les exploitants, la concession des mines de Vialas et Villefort est cédée à la Société Mokta El Hadid, riche d'un minerai de fer algérien assez pur pour l’installation, au Creusot, de fours destinés à mettre en œuvre le procédé Martin.La perforation mécanique est installée à la mine de Villefort au moyen d’une machine à vapeur actionnant un compresseur, qui permet de poursuivre les recherches en profondeur.

#### La Vallée du Mississippi relance ses mines puis subit une rechute
Le total de la production du plomb aux États-Unis était resté inférieur à 2 000 tonnes jusqu'en 1885, puis quadruple à environ 8 000 tonnes en 1829
 et atteint ensuite 45 000 tonnes en 1845, une multiplication par quinze en deux décennies. Mais au cours des années 1850, une rechute ramène ce volume à 15 000 tonnes entre 1850 et 1870. Cependant, la découverte de gisements de plomb de "Joplin" à la frontière entre trois états en 1848-1852, permet ensuite un rebond . Ce  sont des gisements particulièrement plombeux et riches, qui vont assurer pendant un siècle un dixième de l'offre américaine de zinc et de plomb.

### Années 1860

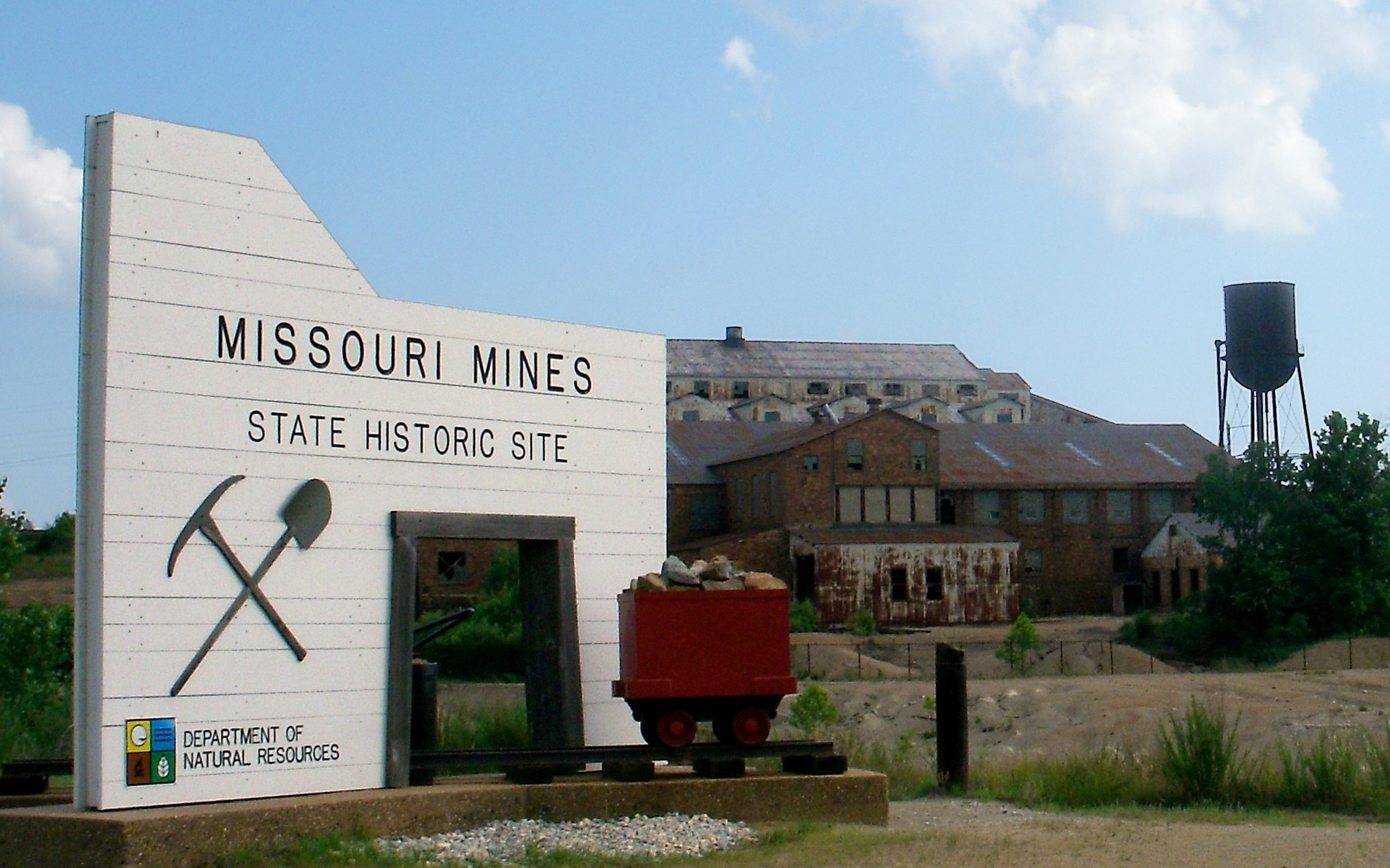
Site historique d'une vieille fonderie de plomb dans la "Ceinture du plomb" du sud du Missouri

#### Les Britanniques investissent en Andalousie
En 1866, le district de Linares compte pas moins de six sociétés britanniques différentes exploitant des mines de plomb. Cette année là, l'ensemble du district minier de Linares emploie 3 160 ouvriers et produit 37 400 tonnes de plomb, grâce à 28 machines à vapeur.

#### Les fonderies de Pontgibaud, en Auvergne
En France, l'usine de la Société des fonderies et laminoirs de Couëron, dans la région nantaise, construite en 1861, traitait le minerai de plomb et possédait des laminoirs à laiton et cuivre. La construction de sa "tour à plomb", haute de 70 mètres et d'un diamètre de 11,30 mètres, a été terminée en 1878, pour la fabrication de plombs de chasse. Elle fusionnera avec la Société des mines et fonderies de Pontgibaud puis deviendra l'usine de plomb de Tréfimétaux, et fermera en 1988.

#### Le chemin de fer dessert le plomb du Missouri
Aux États-Unis, dans les Mines de plomb du sud du Missouri, Firmin Vincent Desloge prend le relais de son père en 1867, après des études de commerce à Saint-Louis. Il fait construire le premier chemin de fer à pénétrer le comté de Saint-François, domaine diffusion du plomb.
Avant de partir sur le Comstock Lode du Nevada en 1859 puis dans le cuivre du Montana, George Hearst apprend l'extraction du plomb auprès de son mentor et créancier, Silas Reed (1807-1886), géologue pendant 22 ans de la "Missouri Smelting and Mineral Land Company", diversifié vers le cuivre dès 1856 à Meramec . Les besoins militaires créés par la Guerre de Sécession, pour les munitions, relancent l'intérêt pour les anciennes et très importantes Mines de plomb du sud du Missouri, en déclin au milieu du XIXe siècle, car plus coûteuses que celles de l'Illinois (25 000 tonnes de plomb en 1860). Les concessions de Silas Reed sont recherchées. La Doe Run Resources Corporation émerge pour une petite mine de plomb isolée, qui prospère aussi dans les mines d'or. La société est fondée le 25 mars 1864 à New York et creuse en 1867 et 1869 des mines de plomb à Bonne Terre, où les français avaient exploité en surface seulement.
La Doe Run Resources Corporation utilise dès 1869 le forage au diamant.
La teneur en plomb est modeste, mais le potentiel géologique considérable, d'où la spéculation sur de meilleures conditions d'accès et d'affinage du minerai. En 1869, des Mennonites de Pennsylvanie mené par Jacob W. Stauffer, relancent le plomb des Mines Rambo, à 12 miles au nord de Buffalo (Missouri).

#### Les mines du Laurion redécouvertes
En Grèce, La redécouverte des mines du Laurion s'effectue via un décret royal du 23 août 1867 accorde à la compagnie franco-italienne Roux et Serpieri d'exploiter les minerais dans le cadre de l'entreprise Les métallurgies du Laurion. On estimait à l'époque que les mines pourraient fournir au total 120 000 tonnes de plomb. Dès 1867, la taxe sur la production de la mine rapporta à l'État grec 250 000 drachmes (soit £ 8 930 de l'époque).

### Années 1870
De la machinerie hydraulique a été utilisé de manière intensive dans les mines situées dans la partie septentrionale du massif des Pennines, au nord du Royaume-Uni, et cette technologie est montée en puissance dans les années 1870. La mine Kilhope, ouverte en 1860 à Weardale a vu l'introduction d'une grande roue de 6 mètres de diamètre en 1878, mise en place par Blackett Beaumont.
Le Royaume-Uni introduit des inspections obligatoires dans les usines de plomb en 1878, ce qui l'amènera à nommer le premier inspecteur médical des usines de plomb en 1898. Et à la suite de cette politique sanitaire, de 1900 à 1914 , une division par 25 du nombre des incidents de saturnisme a été signalé dans les usines de plomb anglaises.
En Grèce, en 1873, les banquiers de Constantinople fondèrent la Compagnie Métallurgique Grecque du Laurion. Ce conglomérat était mené par Andréas Syngrós. Son intervention entraîna un enthousiasme des investisseurs grecs : le cours de ses actions monta en flèche. Lorsque la bulle creva, les économies de nombreux Grecs issus des petites classes moyennes disparurent avec elless.
En 1877 fut créée, la Compagnie Française des Mines du Laurion, installée à Kiprianos mais française, au capital de seize millions de francs-or. Son administrateur était M. Serpieri, qui avait lancé lors de la décennie précédente la relance des Mines du Laurion. En 1911, elle était la principale compagnie qui exploitait les mines, autour du gisement dit Kératéa, extrayant du plomb argentifère, mais aussi de l'argent, du manganèse, du fer et de la calamine-zinc.
La Compagnie Métallurgique Grecque du Laurion fut de son côté contrainte de laisser la place à diverses compagnies plus petites. La Compagnie de Dardeza-Dascalio extrayait trois millions de tonnes de fer et de plomb. La Compagnie hellénique des usines du Laurion, au capital de douze millions de francs-or exploitait les scories de plomb argentifère, d'argent, de manganèse et de fer. Il y avait aussi une Compagnie hellénique des mines du Laurion, une Compagnie française du Sounion et une Compagnie de Sérifos et Spiliazéza.

#### La renaissance plomb aux États-Unis
L'évolution de la production du plomb aux États-Unis est fulgurante dans la décennie 1870 et 1880. De 18 000 tonnes, la production est déjà montée à 178000, presque dix fois plus, en 1889. L'Idaho en assure 23000, l'Utah 17000, loin derrière les 71 000 tonnes du Colorado, où Leadville produit pour 2 millions de dollars dès 1879 en plus des 10 millions de dollars apportés par l'argent. Le plomb argentifère de l'Idaho, à Woodville, est identifié dès 1873, à l'époque où l'Utah domine cette production depuis 1871 grâce aux capitaux anglais.

### Années 1880

#### La montée des mines du Gard
La concession dite de Saint-Laurent-le-Minier a été créée le 9 mars 1875 en faveur de la S.A. des Mines de Malines. Elle bénéficie de travaux importants dès la première année, puis de l'installations de triage et 3 fours de grillage en 1891 situées à mi-pente, relié aux ateliers de broyage et de lavage situé au-dessous par un plan incliné. Ce sera la mine de plomb la plus importante en France, qui contribue à l'effort du pays pour devenir autosuffisant en plomb.
En 1909, ce sera l'électrification du processus extractif, effectué par une centrale thermique située au bord de la Vis, en aval de Saint-Laurent-le-Minier. En 1885, la création d'un premier cartel du zinc vise à soutenir la tendance des prix, et assainit par ricochet le marché mondial du plomb, permettant aux cours mondiaux de se reprendre.

#### Les investissements de l'allemand Metallgesellschaft
A la fin des années 1880, le groupe allemand Metallgesellschaft, fondé en 1881 par les frères Ralph et William Merton, exploite d'importantes mines en Espagne, dont les minerais doivent être envoyés pour désargentation en Angleterre. Il s'allie avec Degussa, un autre groupe allemand pour fonder la Société anonyme de désargentation, qui implante en 1888 une usine à Hoboken, près d'Anvers, reliée à la Ruhr par le chemin de fer, pour affiner le plomb venu d'Espagne mais surtout du Mexique, où Metallgesellschaft développe une importante filiale.

#### Premier déclin pour le plomb espagnol
Le plomb espagnol pesait environ 21,8 % de la production mondiale en 1880, mais perdit sa place prépondérante vers 1900, en raison de l'appauvrissement des gisements exploités depuis des siècles. Il n'en représentait plus en 1940 que 2,35 %.

#### Découverte du grand gisement australien
Entre-temps, le plomb américain du Missouri monte en puissance, tandis qu'émerge en Australie le plus grand gisement du monde à Broken Hill.
Le capitaine Samuel Sleep redécouvre le gisement en septembre 1883.
L'exploitation minière à ciel ouvert de minerais d'oxyde d'argent devient la norme, de 1885 à 1898, avec des opérations de fusion effectuées sur place.
Beaucoup de propriétaire des petites mines sont des mineurs britanniques originaires de Cornouailles et de religion méthodiste. En 1892, le pasteur Josiah Thomas est élu à la présidence de leur association. Il représentera plus tard la région au parlement australien. L'année 1892 voit aussi l'organisation d'une grève des petites mines pour réclamer de meilleures conditions d'exploitation, à un moment où le saturnisme fait des ravages. Les plus grandes sociétés brisent la grève en recourant à une main d'œuvre supplémentaire venue d'autres régions. De 1898 à 1915, les minéraux de sulfure lead-zinc-argent sont au contraire à l'origine du succès de concentrés traités à l'étranger. Le plomb et le zinc extraits du gisement de Broken Hill sont raffinés à Port Pirie et en partie expédiés vers l'étranger. Ensuite l'exploitation minière plus rationalisée a peu à peu éloigné du gisement les premiers prospecteurs, en raison d'une augmentation de la taille des droits fonciers et des mines.

### Années 1890

#### Concentration industrielle dans le Missouri

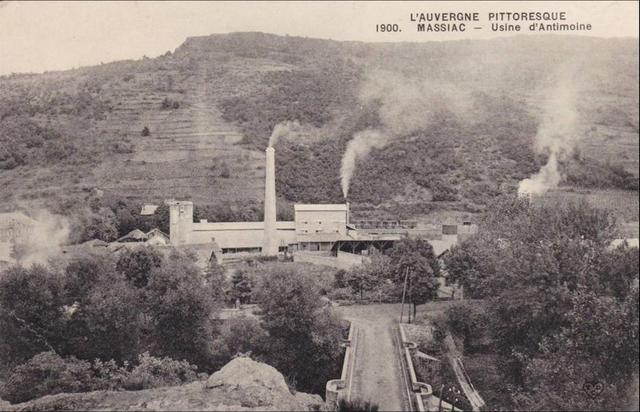
Usine d'antimoine du Babory en 1900 à Massiac

En 1893 aux États-Unis, dans les Mines de plomb du sud du Missouri, la nouvelle mine Desloge, du comté de Saint-François, près de Bonne Terre, a la capacité de traiter 500 tonnes de plomb par jour. Firmin Vincent Desloge a fusionné ses deux sociétés en la plus grande entreprise de plomb-mines et fonderies de l'époque et acquis en 1889, la « Bogy Lead Mining Company », l'une des plus anciennes propriétés minières du Missouri, après avoir fondé en 1888, la "Desloge Consolidated Lead Company".

#### Les mines de plomb de l'Idaho prennent le relais de celle du Colorado
Grâce à une contribution majeure de la région de Cœur d'Alène, la production américaine de plomb a doublé entre 1889 et 1900, année où elle s'est élevée à 368 000 tonnes, avant de revenir à 280 000 tonnes en 1903 dont 100000 la région de Cœur d'Alène. La production de la "Silver Valley, va représenter un milliard d'onces d'argent, 3 million tonnes de zinc, et 8 million tonnes de plomb, totalisant plus de 6 millions de dollars par an.
Dans le nord de l'Idaho, à Canyon Creek, à l'automne 1884, la Tiger mine, à Burke (Idaho) monte en puissance, et à l'automne 1885 les mines Bunker Hill & Sullivan sont à leur tour découvertes à Wardner, à une époque où la région est encore inaccessible.
L'industrie minière du plomb a continué à croître au XXe siècle, malgré le manque de découvertes majeures. La production a culminé à 628 000 tonnes en 1917, puis reculé au début des années 1920, avant se stabiliser à un niveau  moyen annuel d'environ 650 000 tonnes sur la période 1925-1929. Avec le secteur du Potosí en Bolivie et celui de Mineral del Monte au Mexique, c'est l'une des trois régions au monde à avoir produit plus d'un milliard d'onces d'argent-métal.

#### Le succès de l'usine d'Hoboken en Belgique
En 1894 en Belgique, l'usine à Hoboken, près d'Anvers, coentreprise entre Metallgesellschaft et Degussa, est le plus gros producteur de plomb d'Europe, avec 32 000 tonnes par an de production. Son succès est tel que plus tard, en 1919, la Société Générale de Belgique, qui veut construire une industrie intégrée et « nationale » des non-ferreux, reprendra l’usine pour l’apporte à une société nouvelle, la Société Générale Métallurgique d’Hoboken (S.G.M.H.).

#### La découverte du gisement canadien
En 1896 au Canada, Kimberley (Colombie-Britannique) entre les Monts Purcell et les Rocheuses, à 1 113 mètres d'altitude, la ville de Kimberley (Colombie-Britannique) est fondée et nommée d'après la mine de Kimberley en Afrique du Sud. Elle se situe sur le territoire exploré plusieurs décennies avant par la Mission jésuite Saint-Eugène auprès des indiens Kootenai, qui produira aussi 40 % de l'or canadien. De 1917 à 2001, ce sera le centre d'activité de la plus grande mine mondiale de plomb et zinc, la Mine Sullivan de Kimberley, dont l'extraction cumulée représentera vingt milliards de dollars canadiens. Découvert en 1892, le gisement sera acquis en 1909 par la "Consolidated Mining and Smelting Company of Canada", future Cominco. Son succès viendra largement des nouveaux procédés mis en place en 1916 pour séparer le plomb et le zinc lors du traitement du minerai.

## XXesiècle
Le décès d’un enfant en Australie à la fin du XIXe siècle, à la suite d'une intoxication au plomb, fut le premier à sensibiliser un gouvernement. Au XXe siècle, des recommandations et un dépistage se sont progressivement mis en place dans des pays riches (comme en Europe ou aux États-Unis). Le plomb a ainsi été interdit pour la confection des tuyaux de distribution d'eau potable en Suisse dès 1914mais bien plus tardivement dans les autres pays (exemple : les peintures au plomb ont été interdites en 1948 en France mais l'interdiction totale pour les canalisations ne date que de 1995).

### Années 1900

#### L'antimoine, renfort du plomb en France
À la Belle Époque, l'histoire de la production de plomb est soutenue par les progrès dans la production d'antimoine, un métal qui permet de durcir le plomb, dans la proportion souhaitée, dans le cadre d'alliages. Le fondeur Emmanuel Chatillon améliore le procédé de grillage de l'antimoine, et l'industriel métallurgiste Emmanuel Basse Vitalis rationalise son extraction et sa production. La France compte lors des décennies précédentes parmi les tout premiers producteurs mondiaux d'antimoine et devient même le premier producteur mondial d’antimoine entre 1890 et 1910 grâce à la production de la Compagnie des mines de La Lucette, propriétaire de gisements en Mayenne, près de Laval, et des mines d'antimoine d'Auvergne. Elle s'appuie aussi sur les gisements d'antimoines corses d'Ersa, de Luri ou de Meria, auvergnats de Massiac, d'Ouche ou de la vallée de la Sianne, sans oublier les mines notamment algériennes de la compagnie des mines de la Lucette.

#### Les investissements des métallurgistes belges
Au début des années 1900, la production de plomb des groupes belges est loin d'être aussi importante que leur production de zinc. Vers 1900, elle ne représente que 2,5 % de la production mondiale mais les deux secteurs sont liés car on trouve beaucoup de plomb dans les mines et les minerais de zinc. Mais le succès de l'usine en coentreprise entre Metallgesellschaft et Degussa à Hoboken, près d'Anvers, leader du plomb en Europe, qui est passée de 32 000 tonnes par an de production en 1994 à 400 000 tonnes en 1902, suscite des convoitises. Beaucoup de grands groupes belges spécialistes du zinc investissent alors dans des opérations permettant d'utiliser les résidus de ce métal pour en obtenir du plomb. En 1911, la Belgique est capable d'exporter 48 000 tonnes de plomb par an alors qu'elle n'en produisait que 17 000 tonnes, presque trois fois moins, en 1902. Parmi les groupes belges spécialistes du zinc qui investissent dans le plomb, on compte la Société des mines et fonderies de zinc de la Vieille-Montagne et la Société Austro-Belge, premier producteur de zinc du pays. En 1911, la première produit 4 000 tonnes de plomb dans l'usine de Balen/Wezel, créée le long du canal de Campine en 1889 pour traiter les minerais sulfurés (blende) en provenance de Åmmeberg, qu'elle a développée en 1909 pour le plomb.

### Années 1910

#### Le rayonnement des mines d'Andalousie
Dans les années 1910, le district de Linares-la Carolina, dans la Sierra Morena, en Andalousie, était le premier producteur mondial de plomb. Les filons de Linares sont essentiellement encaissés dans des roches granitiques et portent le nom de "plomb noir", jugés de qualité médiocre. Ils sont considérés comme plus pauvres en argent que les filons proches de la Carolina et ne sont donc pas exploités pour l'argent, car leurs minerais en contiennent une trop petite quantité.

#### L'intérêt pour le plomb congolais
Au Congo en cours de colonisation, les gisements de cuivre et de plomb de la vallée du Niari sont connus depuis fort longtemps et exploités par les habitants bien avant l'époque coloniale. Ils extrayaient et raffinaient le cuivre des mines de Boko-Songho, de Mindouli et le plomb provenant de la mine de plomb de M'Fouati jusqu'au début du XXe siècle. Les premières études remontent à Péchuel-Loesche (1876-1886), professeur à l'Université d'Iéna, qui dressa une carte. En 1879, Pierre de Brazza, lors de son premier voyage de pénétration vers le Pool, visita les mines du Niari. Par la suite, les missions se succédèrent afin de déterminer les richesses en cuivre de la région.
En 1911, fut créée la Compagnie Minière du Congo français (CMC), domiciliée à Paris, au 9 rue Chauchat, puis en 1933 à Lyon, 16 cours Lafayette. Elle construisit un chemin de fer à voie étroite pour évacuer le minerai de Mindouli vers Brazzaville, puis par le Congo belge jusqu'à l'Océan. L'exploitation du gisement de cuivre de Mindouli prendra fin en 1939, alors que la même Société exploitait depuis 1938 le gisement de la mine de plomb de M'Fouati. À M'Fouati la CMC avait construit une usine pour la concentration du minerai, évacué d'Hapilo par un téléphérique de plus de 5 km de long.

### Années 1920
En 1919, la Société Générale de Belgique décide de construire une industrie intégrée et « nationale » des métaux non-ferreux en Belgique, où elle est bien représentée. La SGB reprend l’usine pour l’apporte à une société nouvelle, la Société Générale Métallurgique d’Hoboken (S.G.M.H.).
Le but de la Société Générale de Belgique est d'assurer en Belgique le traitement du cuivre congolais, l'ampleur du gisement étant mis en valeur par l'Union minière du Haut Katanga. Le gisement du cuivre congolais comporte aussi beaucoup de zinc et de plomb.
La S.G.M.H. va ainsi favoriser le développement d’une industrie transformatrice nationale des non-ferreux qu’elle alimente en plomb, arsenic, bismuth, antimoine, cobalt et métaux précieux : argent, or, platine, palladium.

### Années 1930

#### Le déclin espagnol s'accentue
La guerre civile espagnole frappa les mines de Pennarroya, aussi affectées par le fléchissement des cours et le relèvement des salaires. Le gouvernement espagnol a, par l'ordonnance du 20 avril 1943, créé un service spécial dit « Service syndical du plomb », pour essayer de relever la production, mais sans que cette production puisse remonter aux premiers rangs mondiaux, des pays hispanophones ayant entre temps pris le relais.

#### Montée des nouveaux producteurs mexicains et péruviens
Au Mexique, la production de plomb a atteint en 1938 environ 282 400 tonnes . Le Mexique est alors en compétition avec l'Australie pour la seconde place mondiale (17 à 18 % pour chacun des deux pays), derrière les États-Unis et sur fond de production croissante du Canada et de récession industrielle consécutive au krach de 1929. Au Pérou, la production de plomb, en plein accroissement à la veille de la guerre, a culminé à son chiffre record en 1938 (58 000 tonnes).

### Années 1940

#### La croissance des besoins à la fin de la deuxième guerre mondiale
Il faut attendre la fin de la deuxième guerre mondiale pour voir la production de la plupart des mines de plomb-zinc repartir. En effet, la reconstruction a besoin de plomb pour les tuyaux. L'écart entre le plomb et les autres métaux non ferreux s'est encore accentué pendant la guerre, la production mondiale de plomb tombant de la moyenne annuelle de 1 600 000 tonnes à environ 1 million de tonnes (contenu du minerai). Les quatre principaux producteur, États-Unis, Mexique, Australie et Canada, extraient moins de plomb qu'avant les hostilités.

#### L'épuisement des gisements américains
Les États-Unis demeurent en tête (34 % de l'offre mondiale en 1943), le Mexique et l'Australie à la seconde place (17 à 18 %), menacés par la production croissante du Canada. Environ 30 % du plomb mondial vient de trois principaux gisements, situé aux États-Unis, en Australie et au Canada.
Au sud de Saint-Louis, dans le Missouri, des gîtes nombreux mais s'épuisant constituèrent longtemps le plus gros centre plombifère du monde, passés 180 000 tonnes entre 1925 et 1929, à 102 000 tonnes en 1943 puis à 150 000 tonnes en 1944. Déclin plus net encore à Coeur d'Alene (Idaho), ville fondée en 1878 dans le nord de l'Idaho et bordée par la réserve indienne Cœur d'Alène. La production de plomb y atteignit le maximum en 1917, avec 170 000 tonnes, avant de revenir à 83 000 tonnes en 1937, puis 81 000 tonnes en 1943. Au cours de la guerre, les mines américaines ont fourni un effort considérable, alors qu'aucun gisement important n'y a été découvert.

#### La rivalité entre canadiens et australiens
En Australie, le gisement de Broken Hill représentait avant la Seconde Guerre mondiale près de 80 % de l'extraction australienne de plomb et 11 à 12 % de la production mondiale. Au Canada, la Mine Sullivan de Kimberley, en Colombie-Britannique, située à 1 200 mètres d'altitude, rivalise avec l'australienne Broken Hill pour la place de premier producteur mondial, malgré des réserves assez peu considérables. Lors des meilleures années, elle employait de 4000 à 5000 travailleurs. Affectée par le manque de main d'œuvre, la production canadienne a subi une baisse après l'année record de 1942 (256 000 tonnes).
Le marché doit par ailleurs pallier la disparition momentanée de certains producteurs : Birmanie, dont les installations minières ont subi d'importantes destructions causés par l'occupation japonaise, Yougoslavie et Allemagne (4 à 5 % de la production mondiale).

### Années 1950

#### Les américains se tournent vers l'Etranger
Après la Seconde Guerre mondiale, les États-Unis ont des besoins très importants en matières premières pour leur industrie, qui doit suppléer à celle de l'Europe, encore en pleine reconstruction. Leur demande d'importations en cuivre a augmenté de quelque 45 %, celle de plomb de 55 % et celle de zinc de 40 % ce qui les incite à partir des années 1950 et lors des précédentes à investir massivement dans les pays producteurs en voie de développement. En 1950, les marchés belge et français représentent près des deux tiers des ventes de l'Union minière du Haut Katanga, fleuron du plomb en Belgique. Mais à partir de l'été 1952, les cours mondiaux de la plupart des métaux non-ferreux se retournent, à l'exception de ceux du cuivre, qui sont dopés par la décision de supprimer une taxe à l'importation. Du coup, les cours du cuivre à New York passent brutalement de 27,7 cents à 35 cents la livre.

#### La France réduit ses achats à l'étranger
La France devait importer 31 400 tonnes de minerai de plomb et 136 700 tonnes de minerai de zinc en 1938, mais elle a ensuite pu réduire ses achats à l'étranger en 1951 à 9 600 tonnes de zinc et devenir autosuffisante en plomb, grâce à la production des mines métropolitaines et d'Afrique du Nord. En 1955, la France métropolitaine possède une quarantaine de gisements de plomb et de zinc en cours d'exploitation (c'est le cas d'une dizaine d'entre elles) ou susceptibles de l'être, la plupart d'accès difficile, dans des régions montagneuses, au fond de vallées étroites. Le gisement le plus important est la Mine de plomb de La Maline en Gard. La moitié sont dans le massif central. Entre 1938 et 1951, la consommation française est passée de 58 000 tonnes à 106 000 tonnes pour le plomb et de 90 829 tonnes à 121 000 tonnes pour le zinc.

#### La sécheresse en Australie et la découverte de la mine de Mount Isa
La mine de Mount Isa située au Queensland en Australie, est découverte en 1950 et permet de pallier les effets de sécheresse sur le gisement de Broken Hill qui a failli provoquer l'arrêt de l'exploitation minière. Les propriétaires des mines ont déployé, pendant plusieurs mois, des trains de wagon-citerne spéciaux pour transporter plus de 250 millions de gallons d'eau sur une distance de 40 miles, cargaison qui provient de la rivière Darling, près de Horse Lake, ensuite réceptionnée dans de grands réservoirs de stockage construits à cet effet. Dotée de profondes réserves, la mine de Mount Isa continue à produire fortement après le sauvetage du gisement de Broken Hill, malgré une teneur en métal assez moyenne. Exploitées par la compagnie Xstrata, les mines de Mount Isa représenteront une extraction, en 2010, de 8,6 millions de tonnes de minerai contenant 5,6 % de zinc et 2,7 % de plomb.

### Années 1960
De 1960 à 1990, la production de plomb dans le bloc occidental a augmenté d'un tiers. La part de la production mondiale de plomb assurée par le bloc de l'Est a triplé, passant de 10 % à 30 %, de 1950 à 1990. L'Union soviétique était le plus grand producteur du monde au milieu des années 1970 et dans les années 1980. La Chine à ensuite joué un rôle majeur dans la production mondiale de plomb à partir de la fin du XXe siècle.
En 1964, le Mexique figure au cinquième rang des producteurs de plomb, malgré l’irrégularité des cours mondiaux : il est aussi le quatrième producteur mondial de zinc. Les espoirs de voir se développer des gisements importants portent aussi en Afrique sur le Congo français. À la suite de la baisse constante du cours du plomb amorcée en 1957 et de l'accroissement simultané du prix de revient de l'exploitation, la mine de plomb de M'Fouati est en difficulté. Grâce à la modernisation de l'usine de traitement et à certains dégrèvements de l'État, la CMC redevient compétitive. Le coût de revient de la tonne de concentré baisse, de 16 488 francs en 1958, à 15 330 francs en 1959. En 1960 la production s'est élevée à 7,6 millions de tonnes de concentré à 55 % de plomb métal, mais le coût de revient est repassé à 17 000 francs la tonne, alors que le cours mondial du plomb a chuté de 12 %, de 107 à 94 francs le kilo. Le déficit atteint 20000000 francs et toute activité cesse le 1er avril 1961.
Dès 1959, la CMC a fondé le "Syndicat de M'Passa" avec pour objectif l'étude des minéralisations de la région de M'Passa, avec l'aide du BRGM. La même année étaient découverts des minerais à très haute teneur, de 42 à 53 % pour le plomb et le zinc, de 10 à 42 % pour le cuivre, évacué par camion jusqu'à la gare de De Chavannes, à 20 km. Face à la baisse des cours du plomb et du zinc, l'exploitation s'orienta vers l'extraction du minerai de cuivre.

### Années 1970
Les États-Unis dominent les années 1960 pour la forte croissance de leur production de plomb, qui passe de 224 000 tonnes à 519 000 tonnes, mais lors de la décennie suivante, les années 1970, leur offre minière stable et ils sont talonnés par l'Australie, même si la production de cette dernière stagne aussi, tandis que celle du Canada est en forte baisse.
La Société minière et métallurgique de Peñarroya est le premier producteur mondial de plomb en 1970, avec 335 000 tonnes en 1970 dont 180 000 tonnes en France. Présent dans 28 pays, il est le principal actif industriel du groupe Rothschild. Il est classé comme la première entreprise française par la rentabilité. Son activité repose à la fois sur l’extraction du minerai (en France, dans les mines de Largentière en Ardèche, des Malines dans le Gard, de la Plagne en Savoie et de Peyrebrune dans le Tarn), sa transformation (dans l’usine de Noyelles-Godault par exemple) ou sa récupération, à partir des vieilles batteries de voiture (notamment dans les usines de Saint-Denis et de Lyon). La main-d’œuvre y est en majorité constituée d’ouvriers étrangers, pour l’essentiel originaires du Maghreb, dans ces usines françaises de retraitement du plomb récupéré à partir de batteries de voitures.
Les Grèves des ouvriers de Peñarroya en 1971 et 1972 ont lieu en janvier 1971 puis de janvier 1972 à mars 1972 dans les trois usines d’affinage du trust Penarroya, et aboutissent à des enquêtes médicales approfondies permettant une reconnaissance plus fine des effets du saturnisme . La grève est tout d'abord déclenchée plusieurs semaines après un accident du travail de la Société minière et métallurgique de Peñarroya et met l'accent sur les conditions de travail.
Ensuite, la plupart des pays européens ont interdit l'utilisation de peinture a base de plomb en raison de son opacité et résistance à l'eau. L'impact a été significatif : dans le dernier quart du XXe siècle, le pourcentage des personnes ayant des taux sanguins excessifs de plomb a chuté, pour passer de plus de trois quarts de la population des États-Unis à un peu plus de deux pour cent. Du coup, le produit principal à base de plomb, à la fin du XXe siècle, était la batterie plomb, la peinture à base de plomb ayant disparu de la liste des débouchés de ce métal.

### Années 1980
Les restrictions imposées pour des raisons sanitaires, afin de bannir le recours au plomb dans les peintures pour les bâtiments d'habitation fait que le pic de la production de plomb au XXe siècle s'est élevé à 3,5 millions de tonnes et a été atteint en 1980. Ce n'est qu'un quart de siècle plus tard, au début du XXIe siècle, que la baisse de la production minière semblera enrayée et que l’on constate une certaine stabilisation autour de 3  à   3,3 millions de tonnes de plomb produites par an.

### Années 1990
En 1991, la production mondiale, répartie principalement entre l’Australie, le Canada, les États-Unis et le Mexique, était de 3,34 millions de tonnes. Les plus importantes réserves se trouveraient au Canada et en Australie.

## XXIesiècle

### Années 2000
En Chine, premier producteur mondial, la quantité de plomb extraite et raffinée a augmenté des deux tiers entre 2007 et 2011. Résultat, les stocks de reports sur le marché du plomb, en augmentation chaque année depuis 2007 en raison de productions légèrement excédentaires, ont atteint 622 000 tonnes fin 2011.
La fin des années 2000 voit l'émergence d'une multinationale du plomb recyclée, Eco-Bat Technologies possédée par l'américain Quexco. Le groupe se présente dès 2011 comme leader mondial pour le plomb de « seconde fusion » (recyclé) et le premier à être opérationnel pour le recyclage en boucle fermée du plomb (pour les batteries plomb-acide). Environ 80 % du plomb vendu par Eco-Bat Technologies est issu du recyclage, et produit dans 17 usines principalement basées en Autriche, France, Allemagne, Italie, Afrique du Sud, Royaume-Uni et aux États-Unis. Sa capacité de production est alors de 700 000 tonnes par an dans le monde, dont 90 000 tonnes par an en France, et elle continue ensuite de progresser pour approcher de 700 000 tonnes en 2016.

### Années 2010

#### Les grands producteurs mondiaux de la décennie 2010
L'évolution des grands producteurs mondiaux de plomb sur les années 2010 reste dominée par le géant chinois, suivi par l'Australie et l'Europeselon l'Institut d'études géologiques des États-Unis.
La production minière de plomb s'est élevée en 2011 à 4,62 millions de tonnes, en forte hausse (près de 10 %) sur l'année 2010, qui s'élevait à 4,21 millions de tonnes. La croissance de l'industrie automobile en Asie continue à la porter. Environ les trois quarts de la consommation de plomb sont destinés aux batteries et accumulateurs (71 %) alors que les laminés et munitions ne pèsent que 13 %, et la chimie et les pigments 12 %. Les principaux producteurs se situent dans la zone pacifique.
- Chine : 51 %
- Australie : 12 %
- Europe : 8 %
- États-Unis : 7 %
- Pérou : 5 %

La production de plomb raffiné était, la même année, dominée elle aussi par la Chine. Elle était également en forte croissance, avec 10,38 millions de tonnes contre 9,68 millions de tonnes pour l'année 2010:
Chine : 45 %
Europe : 17 %
États-Unis : 12 %
Le recyclage du plomb
En 2016, la hiérarchie n'avait pas sensiblement changé, concernant le minerai, le Pérou étant toujours au premier plan :
| [ 54 ]     | 2016  |
| Chine      | 2,3   |
| Australie  | 0,63  |
| États-Unis | 0,38  |
| Pérou      | 0,3   |
| Mexique    | 0,24  |
| Inde       | 0,13  |
| Russie     | 0,090 |
| Bolivie    | 0,082 |
| Suède      | 0,076 |

Les réserves mondiales de plomb (79 millions de tonnes) sont moins concentrées que la production, avec une répartition également centrée sur la zone pacifique: Australie (30 %), en Chine (14 %) et aux États-Unis (10 %). En 2013, environ 56 % du total du plomb consommé dans le monde venait du recyclage. Le taux de récupération du plomb est important (environ de 55 % à 70 % de la consommation, un taux qui dépasse les trois quarts dans les pays occidentaux) car il est facile de récupérer le plomb des batteries. La défiance envers le plomb s'est cependant accrue après la Catastrophe du Mont Polley. Le 4 août 2014, un déversement brutal a eu lieu à la suite de la rupture d'une digue du bassin de décantation de 4 km2 d'une mine d'or et de cuivre gérée par Imperial Metals (en), située sur le Mont Polley, dans la région du Cariboo, province de Colombie-Britannique, au Canada. Environ 10 millions m3 d'eau et 4,5 millions de m3 de boues hautement polluées se sont déversées dans le lac Polley (en) adjacent à la mine, puis ont continué jusqu'au lac Quesnel. Rien que pour le plomb, cette catastrophe industrielle a entraîné le rejet de l'équivalent de 134 t de plomb pur dans l'eau, soit 92 % de la quantité totale d'émissions signalées au Canada en 2014.

## Les grandes périodes de l'économie mondiale
- La très forte croissance mondiale des années 1830 interrompue par la Panique de 1837.
- La très forte croissance mondiale des années 1850, interrompue par le Krach de 1857.
- La longue dépression 1873 à 1896 dans le sillage de la Crise bancaire de mai 1873.
- La forte croissance mondiale des années 1900, interrompue par la Première Guerre mondiale.
- La très forte croissance mondiale des années 1920, interrompue par le Krach de 1929.
- Grande dépression des années 1930 dans le sillage du Krach de 1929.
- La forte croissance mondiale des années 1945 à 1974, interrompue par le Premier choc pétrolier.

## Sociétés et groupes industriels cités
- Metaleurop
- Umicore
- Union minière du Haut-Katanga
- Mine de plomb de M'Fouati
- Société Générale Métallurgique d’Hoboken
- BHP Billiton

## Grands gisements cités
- Gisement de Broken Hill
- Mines de plomb du sud du Missouri
- Mine Sullivan de Kimberley
- Mine de plomb de M'Fouati
- Mine de Mount Isa